# Liste der Monuments historiques in Semilly
Die Liste der Monuments historiques in Semilly führt die Monuments historiques in der französischen Gemeinde Semilly auf.

## Liste der Immobilien
| Bezeichnung      | Beschreibung           | Standort               | Kennzeichnung | Schutzstatus | Datum | Bild |
| ---------------- | ---------------------- | ---------------------- | ------------- | ------------ | ----- | ---- |
| Kirche St-Martin | ab dem 12. Jahrhundert | Rue de la Place (Lage) | PA00079218    | Inscrit      | 1926  |      |